# Conclave de 1740
Le conclave papal de 1740 est convoqué à la mort du pape Clément XII le 6 février 1740, afin de lui désigner un successeur. Il dure six mois, de février à août 1740, et est parmi les conclaves les plus longs depuis le XIIIe siècle.
Lors de l'ouverture du conclave, le 18 février 1740, le cardinal Pietro Ottoboni (1667–1740), doyen du Collège des cardinaux fait figure de favori, mais sa mort peu de temps après l'ouverture du conclave vient modifier les plans du groupe de cardinaux fidèles à la Maison de Bourbon. Ces derniers proposent alors le nom de Pompeio Aldrovandi, mais durent finalement accepter que ce dernier ne parvienne pas à obtenir la majorité requise des deux-tiers des voix.
Après six mois d'élections infructueuses, et l'élimination d'autres candidats potentiels, Prospero Lambertini, archevêque de Bologne, qui était cardinal depuis le 9 décembre 1726, est élu pape. Il devient le 247e pape de l'Église catholique romaine, sous le nom de Benoît XIV.

## Déroulement du conclave
Le conclave débute le 18 février 1740, à l'issue des funérailles de Clément XII.
À l'ouverture des débats, seuls trente-deux cardinaux prennent part au conclave, et malgré son âge, le cardinal Pietro Ottoboni (1667–1740), qui a été cardinal depuis quinze ans et qui est le doyen du Collège des cardinaux, fait figure de favori pour succéder à Clément XII. Malgré tout, la candidature d'Ottoboni suscite une certaine opposition en raison de son attitude protectrice envers la France. Après seulement une semaine de débats, il tombe malade, il quitte le conclave le 25 février et meurt le 29 février,. Le rôle de doyen est alors pris par Tommaso Ruffo, vice-doyen du Sacré Collège.
Alors que de nouveaux cardinaux parvenaient à Rome et entraient au conclave, un groupe de cardinaux français décida de former une alliance avec les cardinaux autrichiens espagnols, napolitains et toscans. Ces cardinaux, fidèles aux Bourbons proposèrent le nom du cardinal Aldrovandi, mais - après quarante jours de scrutins infructueux - il devint évident que ce dernier ne pourrait rassembler une majorité des deux-tiers des voix.
Au sein du Collège, l'indécision et l'attentisme semblaient s'imposer. Une liste de noms furent proposés, mais tous furent rejetés faute de consensus parmi les cardinaux. Le cardinal Acquaviva d'Aragona opposa l'exclusive du roi Philippe V d'Espagne contre l'élection de Pier Marcellino Corradini.
Finalement, après de longues délibérations, le cardinal Lambertini, fut proposé comme candidat de compromis. Il aurait alors déclaré au Collège « Si vous souhaitez élire un saint, choisissez Gotti; si vous souhaitez élire un homme d’État, choisissez Aldrovandi; si vous souhaitez élire un homme honnête, choisissez moi »,,. Cette déclaration semble avoir fait pencher le Collège en sa faveur, ainsi que sa réputation d'intellectuel, de sagesse, de tempérance et de modération dans ses idées politiques.

### L'élection de Benoît XIV

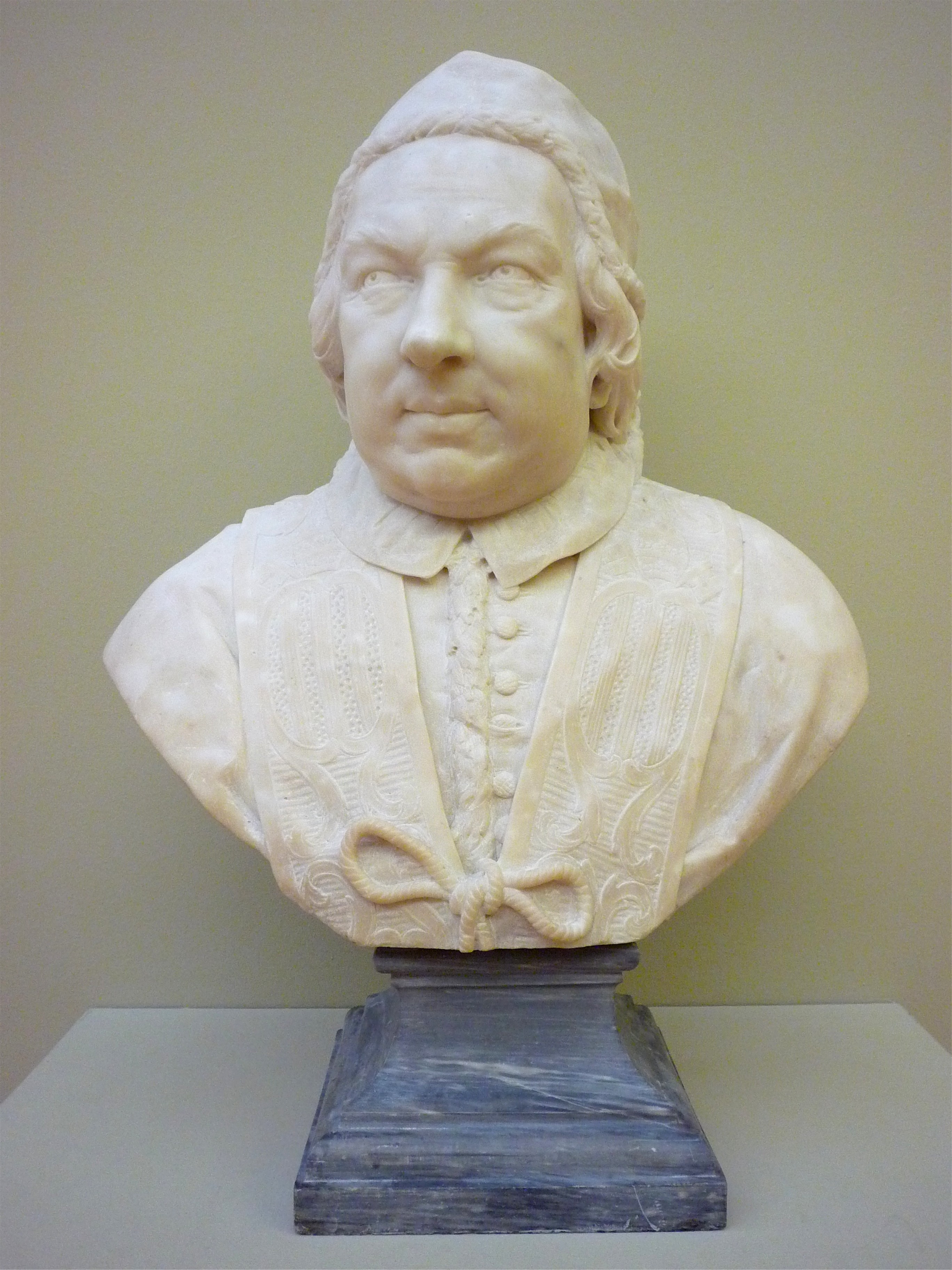
Benoît XIV par Bracci.

Selon les termes des historiens Carlton et Phillips, le collège des cardinaux était « ...trop conscient de sa propre faiblesse pour risquer d'offenser les cours voisines. Finalement, il porta son choix sur un homme qui était le moins susceptible d'être offensant, car il n'avait jamais de sa vie été engagé dans les affaires diplomatiques, que ce soit en tant qu'ambassadeur ou nonce. Cet homme c'était Prospero Lambertini, originaire de Bologne. »
Le 17 août au soir, Lambertini fut élu pape, avec plus des deux-tiers des voix des cinquante et un cardinaux présents. Il accepta son élection et prit le nom de Benoît XIV en l'honneur de son prédécesseur et ami, le pape Benoît XIII.
Ce conclave, qui avait duré six mois, était le plus long depuis les conclaves du XIIIe siècle. En effet, le conclave de 1268-1271 avait duré près de trois ans, celui de 1292-1294 deux ans et celui de 1287-1288 plus d'un an ; il était même légèrement plus long que celui de 1277 qui avait duré quelques jours de moins.
Benoît fut couronné quelques jours plus tard au balcon de la Basilique du Vatican. Le jeune Horace Walpole, qui était à Rome à cette époque, essaya d'assister au couronnement mais dit renoncer en raison de l'affluence exceptionnelle. Il écrivit alors à son ami Conway « Je suis désolé de n'avoir pu assister au couronnement du pape, mais pour le voir j'aurais peut-être dû rester jusqu'à ce que je sois assez vieux pour être moi-même élu pape. »

## Liste des participants
Sur les soixante-huit cardinaux vivants à la mort de Clément XII, quatre moururent pendant le sede vacante et cinquante-et-un prirent part aux derniers tours de scrutin:
| Nom                                                                   | Date d'élévation au cardinalat | Fonction |
| --------------------------------------------------------------------- | ------------------------------ | --- |
| Pietro Ottoboni (1667–1740)                                           | 7 novembre 1689                | évêque d'Ostia et Velletri, doyen du Collège des cardinaux; malade, il quitte le conclave le 25 février et meurt le 29 février 1740.        |
| Tommaso Ruffo (1663–1753)                                             | 17 mai 1706                    | cardinal-évêque de Porto e Santa Rufina; il succède à Ottoboni en tant que doyen du Sacré Collège                                           |
| Annibale Albani (1682–1751)                                           | 23 décembre 1711               | cardinal-évêque de Sabina. |
| Lodovico Pico della Mirandola (1668–1743)                             | 18 mai 1712                    | cardinal-évêque d'Albano |
| Pier Marcellino Corradini (1658–1743)                                 | 18 mai 1712                    | cardinal-évêque de Frascati |
| Armand Gaston Maximilien de Rohan (1674–1749)                         | 18 mai 1712                    | évêque de Strasbourg |
| Carlo Maria Marini (1677–1747)                                        | 29 mai 1715                    | |
| Thomas-Philippe d’Hénin-Létard d’Alsace-Boussut de Chimay (1679–1759) | 29 novembre 1719               | archevêque de Malines |
| Luis Antonio Belluga y Moncada (1662–1743)                            | 29 novembre 1719               | |
| Alessandro Albani (1692–1779)                                         | 16 juillet 1721                | |
| Giambattista Altieri le jeune (1673–1740)                             | 11 septembre 1724              | cardinal-évêque de Palestrina. Il meurt pendant le conclave, le 12 mars 1740, d'apoplexie, il avait déjà eu une attaque trois ans plus tôt. |
| Vincenzo Petra (1662–1747)                                            | 20 novembre 1724               | |
| Niccolò Coscia (1682–1755)                                            | 11 juin 1725                   | |
| Niccolò del Giudice (1660–1743)                                       | 11 juin 1725                   | |
| Angelo Maria Quirini (1680–1755)                                      | 9 décembre 1726                | évêque de Brescia |
| Francesco Antonio Finy (1669–1743)                                    | 9 décembre 1726                | |
| Prospero Lambertini (1675–1758)                                       | 9 décembre 1726                | archevêque de Bologne; élu pape par le conclave.                                                                                            |
| Nicolò Maria Lercari (1675–1757)                                      | 9 décembre 1726                | |
| Sigismund von Kollonitsch (1677–1751)                                 | 26 novembre 1727               | archevêque de Vienne |
| Philip Ludwig von Sinzendorf (1699–1747)                              | 26 novembre 1727               | évêque de Györ |
| Vincenzo Ludovico Gotti (1664–1742), O.P.                             | 30 avril 1728                  | |
| Leandro di Porzia (1673–1740)                                         | 30 avril 1728                  | préfet de la Congrégation de l'Index ; il meurt le 2 juin durant le conclave                                                                |
| Pierluigi Carafa the younger (1677–1755)                              | 20 septembre 1728              | |
| Giuseppe Accoramboni (1672–1747)                                      | 20 septembre 1728              | |
| Camillo Cibo (1681–1743)                                              | 23 mars 1729                   | |
| Francesco Borghese (1697–1759)                                        | 6 juillet 1729                 | |
| Carlo Vincenzo Ferreri O.P. (1682–1742)                               | 6 juillet 1729                 | évêque d'Alexandria |
| Neri Maria Corsini (1685–1770)                                        | 14 août 1730                   | |
| Bartolomeo Massei (1663–1745)                                         | 2 octobre 1730                 | |
| Bartolomeo Ruspoli (1697–1741)                                        | 2 octobre 1730                 | |
| Vincenzo Bichi (1668–1750)                                            | 24 septembre 1731              | |
| Giuseppe Firrao (1670–1744)                                           | 24 septembre 1731              | archevêque d'Aversa. |
| Antonio Saverio Gentili (1681–1753)                                   | 24 septembre 1731              | |
| Giovanni Antonio Guadagni, O.C.D. (1674–1759)                         | 24 septembre 1731              | évêque d'Arezzo. |
| Troiano Acquaviva d'Aragona (1695–1747)                               | 1er octobre 1732               | |
| Agapito Mosca (1678–1760)                                             | 1er octobre 1732               | |
| Domenico Riviera (1671–1752)                                          | 2 mars 1733                    | cardinal-prêtre de Ss. Quirico e Giulitta cardinal-prêtre de Ss. XII Apostoli                                                               |
| Marcello Passari (1678–1741)                                          | 28 septembre 1733              | cardinal-prêtre de S. Maria in Aracoeli, archevêque titulaire de Nazianze                                                                   |
| Giovanni Battista Spinola (1681–1752)                                 | 28 septembre 1733              | cardinal-diacre de S. Cesareo in Palatio |
| Pompeio Aldrovandi (1668–1752)                                        | 24 mars 1734                   | patriarche latin titulaire de Jérusalem, cardinal-prêtre de S. Eusebio                                                                      |
| Pietro Maria Pieri, O.S.M. (1676–1743)                                | 24 mars 1734                   | cardinal-prêtre de S. Giovanni a Porta Latina                                                                                               |
| Giacomo Lanfredini (1680–1741)                                        | 24 mars 1734                   | cardinal-prêtre de Santa Maria in Portico                                                                                                   |
| Serafino Cenci (1676–1740)                                            | 24 mars 1734                   | archevêque de Bénévent ; il meurt durant le conclave le 24 juin                                                                             |
| Giuseppe Spinelli (1694–1763)                                         | 17 janvier 1735                | archevêque de Naples |
| Henri Oswald de La Tour d'Auvergne (1671–1747)                        | 20 décembre 1737               | archevêque de Vienne |
| Rainiero d'Elci (1670–1761)                                           | 20 décembre 1737               | archevêque de Ferrare |
| Carlo Rezzonico le Vieu (1693–1769)                                   | 20 décembre 1737               | pape Clément XIII |
| Domenico Passionei (1682–1761)                                        | 23 juin 1738                   | |
| Silvio Valenti Gonzaga (1690–1756)                                    | 19 décembre 1738               | légat pontifical à Bologne |
| Gaetano Stampa (1667–1742)                                            | 23 février 1739                | archevêque de Milan |
| Pierre Guérin de Tencin (1680–1758)                                   | 23 février 1739                | cardinal-prêtre de Ss. Nereo ed Achilleo, archevêque d'Embrun et de Lyon                                                                    |
| Marcellino Corio (1664–1742)                                          | 15 juillet 1739                | |
| Carlo Maria Sacripante (1689–1758)                                    | 30 septembre 1739              | |
| Prospero Colonna (1672–1743)                                          | 30 septembre 1739              | |

## Liste des cardinaux absents
Quatorze cardinaux furent absents pendant toute la durée du conclave :
| Nom                                   | Date d'élévation au cardinalat | Fonction |
| ------------------------------------- | ------------------------------ | --- |
| Lorenzo Altieri (1671-1741)           | 13 novembre 1690               | Frère du cardinal Altieri (1673–1740), qui mourut pendant le conclave. |
| Nuno da Cunha e Ataíde (1664-1750)    | 18 mai 1712                    | Il fit le voyage à Rome pour le conclave de 1721, mais arriva après l'élection du pape Innocent XIII ; il ne participa pas aux conclaves de 1724, de 1730 et de 1740.                                                                       |
| Melchior de Polignac (1661–1742)      |                                | cardinal-prêtre de S. Maria in Via, diplomate et poète néo-latin |
| Benedetto Odescalchi-Erba (1679-1740) | 30 janvier 1713                | Archevêque de Milan, il démissionna du gouvernement de son archidiocèse en 1736 en raison de son apoplexie et mourut le 13 décembre 1740.                                                                                                   |
| Giulio Alberoni (1664–1752)           |                                | Homme d’État au service de Philippe V d'Espagne |
| Léon Potier de Gesvres (1656-1744)    | 29 novembre 1719               | Archevêque de Bourges depuis 1694, il ne fit jamais le déplacement à Rome pour recevoir sa barrette rouge de cardinal et ne participa à aucun conclave.                                                                                     |
| Damian Hugo Philipp von Schönborn     |                                | Évêque de Spire et de Constance (Allemagne) |
| André Hercule de Fleury (1653–1743)   |                                | Premier conseiller d’État de Louis XV |
| João da Motta e Silva (1685-1747)     | 26 novembre 1727               | Il ne fut jamais à Rome ; à partir de 1736, il est le principal conseiller du roi Jean V de Portugal. |
| Louis Antoine de Bourbon (1727–1785)  | 19 décembre 1735               | Infant d'Espagne, il est le plus jeune fils de Philippe V d'Espagne. Alors qu'il n'est âgé que de huit ans, il reçoit la barrette rouge de cardinal en 1736 à Madrid. À l'ouverture du conclave, il a douze ans et ne quitte pas l'Espagne. |
| Joseph Dominicus von Lamberg          |                                | Évêque de Passau |
| Tomás de Almeida                      |                                | Patriarche de Lisbonne |
| Gaspar de Molina y Oviedo, O.E.S.A.   |                                | Évêque de Malaga |
| Jan Aleksander Lipski (1690-1746)     | 20 décembre 1737               | Évêque de Cracovie, il ne fit jamais le déplacement à Rome pour recevoir sa barrette rouge de cardinal. |

## Sources
- (en) Salvador Miranda, Liste des participants au conclave de 1740 sur fiu.edu
- (en) Biographie du Pape Clément XII, Bibliothèque pontifical
- (en) Ludwig von Pastor, History of the Popes, vol. XXXVI (Londres, 1941)